# Erin Doherty
Erin Doherty, född den 16 juli 1992, är en brittisk skådespelare.

## Biografi
Erin Doherty är utbildad vid Guildford School of Acting och Bristol Old Vic Theatre School. Hon ledde sin karriär vid teatern där hon medverkat i flera uppsättningar. För den breda publiken blev hon känd när hon spelade prinsessan Anne i TV-serien The Crown. I serien A Thousand Blows spelade hon Mary Carr, en av seriens huvudpersoner.

## Filmografi (i urval)
- 2019–2020 – The Crown (TV-serie)
- 2023 – Firebrand
- 2024 – A Thousand Blows (TV-serie)
- 2025 – Adolescence (TV-serie)